# Suore basiliane aleppine
Le Suore Basiliane Aleppine (in francese Sœurs Basiliennes Alépines) sono un istituto religioso femminile greco-melkita di diritto pontificio.

## Storia
Le origini della congregazione risalgono a quelle del monastero basiliano dell'Annunciazione di Zouk Mikael. Dopo la divisione dei basiliani melkiti nei due rami degli aleppini e dei soariti, il monastero dell'Annunciazione rimase soggetto ai soariti mentre un gruppo di monache passò sotto la guida degli aleppini e, il 24 febbraio 1830, si trasferì nel nuovo vicino monastero intitolato a san Michele; un secondo monastero fu eretto tra il 1853 e il 1857 a Zelaya.
Nel 1938 il monastero di Zelaya fu chiuso e il numero delle monache di Zouk Mikael andò sempre più diminuendo: per superare il momento di crisi, le religiose progettarono di adottare una forma di vita mista, attiva e contemplativa. Il 25 luglio 1953 un visitatore apostolico trasformò il monastero in congregazione di voti semplici e il metropolita di Aleppo, Néophytos Edelby, preparò per le basiliane delle nuove costituzioni e le aiutò a svilupparsi.

## Attività e diffusione
Le suore si dedicano all'istruzione e all'educazione cristiana della gioventù.
Oltre che in Libano, sono presenti in Siria; la superiora generale risiede presso il couvent Saint-Michel di Zouk Mikael.
Alla fine del 2015 l'istituto contava 19 religiose in 9 case.